# Шумова, Кристина Александровна
Кристина Александровна Шумова (род. 24 июля 1997, Красноярский край) — российский спортсменка (вольная борьба), чемпионка России, призёр чемпионатов России.

## Карьера
Выпускница ужурской спортивной школы. В июне 2018 года в Стамбуле завоевала серебряную медаль молодёжного чемпионата мира. В августе 2018 года в Смоленске завоевала бронзовую медаль чемпионата России. В марте 2019 года на чемпионате России в Улан-Удэ завоевала бронзовую медаль. В мае 2021 года в финале чемпионата России в Улан-Удэ уступила Екатерине Букиной. В мае 2024 года впервые стала чемпионкой России в весе до 76 кг.

## Спортивные результаты
- Кубок мира по борьбе 2017 (команда) — 5;
- Чемпионат мира по борьбе среди молодёжи U23 2018 — ;
- Чемпионат России по женской борьбе 2018 — ;
- Чемпионат России по женской борьбе 2019 — ;
- Чемпионат России по женской борьбе 2020 — ;
- Чемпионат России по женской борьбе 2021 — ;
- Чемпионат России по женской борьбе 2024 — ;
- Чемпионат России по женской борьбе 2025 — ;